# Осми путник 2
Осми путник 2 (енгл. Aliens; „Туђини”) је амерички научнофантастично-акциони филм из 1986. писца и редитеља Џејмса Камерона. Представља наставак научнофантастично-хорор филма Осми путник из 1979. и други филм у франшизи Осми путник. Смештен у далеку будућност, у филму глуми Сигорни Вивер као поручница Еллен Рипли, једина преживела од напада ванземаљаца на њен брод. Када се изгуби комуникација са људском колонијом на Месецу на којој је њена посада први пут наишла на ванземаљска бића, Риплијева пристаје да се врати на то место са трупом колонијалних маринаца како би то истражила. У споредним улогама филма Осми путник 2 су Мајкл Бин, Пол Рајзер, Ленс Хенриксен и Кери Хен.
Упркос успеху филма Осми путник, прошло је више година пре него што је снимљен наставак; одгодиле су га тужбе због добити из првог филма, недостатак ентузијазма студија 20th Century Fox и сталне промене менаџмента. Захваљујући сценаријима за филмове Терминатор (1984) и Рамбо 2 (1985), Камерон је 1983. ангажован да напише причу за филм Осми путник 2. Пројекат је поново застао све док се нови извршни директор студија Fox Лоренс Гордон није заложио за наставак. Релативно неискусан, Камерон је желео да режира филм и то му је пошло за руком захваљујући успешној режији филма Терминатор. Са око 18,5 милиона америчких долара буџета, филм Осми путник 2 је почео са снимањем у септембру 1985. Као период развоја филма, и снимање је било бурно и пуно сукоба између Камерона и британске екипе из студија Pinewood Studios због њихових радних навика и његовог релативног неискуства. Џејмс Хорнер компоновао је музику филма. Тешко снимање утицало је и на Хорнера, коме је дато мало времена за снимање музике.
Филм Осми путник 2 је премијерно приказан 18. јула 1986. и и наишао је на одобравање критике. Био је добро прихваћен због свог акционог садржаја, али неки рецензенти су критиковали интензитет неких сцена. Виверин наступ добио је доследне похвале; остали чланови глумачке екипе су позитивно примљени, укључујући Била Пакстона и Џенет Голдстин (који су глумили колонијалне маринце). Филм је добио низ награда и номинација, укључујући номинацију за Оскара за најбољу глумицу у главној улози за Виверову у време када научнофантастични жанр углавном није био схватан озбиљно. Филм је зарадио између 131,1 и 183,3 милиона америчких долара током биоскопског приказивања, те је један од филмова који су највише зарадили 1986. године.
Од премијере, филм Осми путник 2 се сада сматра једним од најбољих филмова 1980-их, једним од најбољих научнофантастичних или акционих филмова икада снимљених и једним од најбољих наставака икада снимљених. Назван је једнаким (или бољим од) филма Осми путник. Филм Осми путник 2 је заслужан за проширивање опсега франшизе додацима у серију и фракције попут колонијалних маринаца; то је довело до његовог појављивања у другим медијима, попут стрипова и видео игара и развоја франшизе Осми путник против Предатора. Утицајем на популарну културу и обожаваоце, филм Осми путник 2 је инспирисао разне производе који укључују видео игре, стрипове, друштвене игре, одећу, музику, књиге, играчке и колекционарство. Филм су пратила два директна наставка — Осми путник 3 (1992) и Осми путник 4: Васкрснуће (1997), ниједан од њих није био критички успешан, али су оба била финансијски успешна. Серија Осми путник има преднаставке филма Осми путник (Прометеј и Осми путник: Ковенант) и пети наставак који је у развоју од 2020.

## Радња
Елен Рипли проводи 57 година у шатлу за бег након што је уништила свој брод, Ностромо, да би побегла смртоносном ванземаљском створењу које је заклало њену посаду. Спашавају је и испитују њени послодавци у  Weyland-Yutani Corporation, који су сумњичави према њеној тврдњи о ванземаљским јајима у запуштеном броду на ексомоону ЛВ-426, с обзиром да је сада то место колоније тераформирања Хедлис Хоуп. Након што се контакт са колонијом изгуби, представник корпорације Weyland-Yutani Картер Берк и поручник колонијалних маринаца Горман траже од Риплијеве да их прати како би истражили. И даље трауматизована због свог сусрета са ванземаљцима, она се слаже под условом да они истребе бића. Риплијева је представљена колонијалним маринцима и андроиду Бишопу на свемирском броду Сулако.
Дроп брод испоручује експедицију на површину ЛВ-426, где проналазе пусту колонију. Унутра наилазе на барикаде и знакове борбе, али не налазе тела; двоје живих ванземаљаца за лице у резервоарима за задржавање и трауматизована девојчица Њут једини су преживели. Посада проналази колонисте испод станице за обраду атмосфере на фузију и креће на њихово место, спуштајући се у ходнике прекривене ванземаљским излучевинама. У центру станице маринци проналазе колонисте у чахури, инкубаторе за потомство створења. Маринци убијају новорођенче ванземаљца, након што оно пукне из груди колонисте, изазивајући више одраслих ванземаљаца који хватају маринце у заседу и убијају или хватају многе од њих. Када се неискусни Горман успаничи, Риплијева преузима команду преузимајући контролу над њиховим оклопним транспортером и забија гнездо како би спасила каплара Хикса и војнике Хадсона и Васкеза. Хикс нареди броду да спаси преживеле, али слепи путник убија пилоте и он пада у станицу. Преживели су се забарикадирали унутар колоније.
Риплијева открива да је Берк наредио колонистима да истраже напуштени свемирски брод који садржи ванземаљска јаја, намеравајући да се обогате тако што ће понети са собом примерке ванземаљаца као биолошко оружје. Пре него што она успе да га разоткрије, Бишоп обавести групу да је пад дропског брода оштетио систем хлађења електране; ускоро ће експлодирати уништивши колонију. Добровољно пузи кроз цевоводе како би стигао до одашиљача колоније и даљински управља преосталим дроп бродом брода Сулако на површину.
Риплијева и Њут заспу у медицинској лабораторији. Оне се пробуде и нађу се закључане у лабораторији са два ванземаљца за лице, која су пуштена из њихових резервоара. Риплијева активира пожарни аларм како би упозорила маринце који их спасавају и убијају створења. Она оптужује Берка да је пустио ванземаљце за лице како би импрегнирали њу и Њут, дозволивши му да кријумчари ембрионе кроз Земљин карантин. Тада би морао да убије преостале маринце, тако да нико не би противречио његовој верзији догађаја. Изненада нестаје струје, а ванземаљци нападају кроз плафон. У пожару који је уследио, Берк бежи. Стеран је у ћошак и убије га ванземаљац; Хадсон је заробљен након покривања повлачења других. Горман и повређени Васкез жртвују се да зауставе ванземаљце; Хикс је повређен, а Њут је заробљена.
Риплијева и Хикс стижу до Бишопа у другом дроп броду, али она одбија да напусти Њут. Група путује до станице за прераду, омогућавајући тешко наоружаној Риплијевој да уђе у кошницу и спаси Њут. Бежећи, у својој комори за јаја сусрећу краљицу ванземаљаца. Када јаје почне да се отвара, Риплијева користи бацач пламена да уништи јаја и краљичо место у коме стоје јаја. Прогоњене од разјарене краљице, Риплијева и Њут се придружују Бишопу и Хиксу на броду. Њих четворо беже пре него што станица експлодира, колонија коју је прогутала нуклеарна експлозија.
На Сулаку групу заседа краљица, која се одлаже у стајни трап дроп брода. Краљица поцепа Бишопа на пола и напада Њит, али Риплијева се бори против створења екстеријерним утоваривачем и избацује га кроз ваздушну комору у свемир. Риплијева, Њут, Хикс и критично оштећени Бишоп улазе у хиперсан за повратак на Земљу.

## Улоге
| Глумац            | Улога               |
| ----------------- | ------------------- |
| Сигорни Вивер     | Елен Рипли          |
| Мајкл Бин         | каплар Двејн Хикс   |
| Пол Рајзер        | Картер Ј. Берк      |
| Ленс Хенриксен    | Бишоп               |
| Кери Хен          | Ребека „Њут” Џорден |
| Бил Пакстон       | редов Хадсон        |
| Џенет Голдстин    | редов Васкез        |
| Марк Ролстон      | редов Дрејк         |
| Рико Рос          | редов Фрост         |
| Данијел Кеш       | редов Спанкмајер    |
| Тип Типинг        | редов Кроу          |
| Тревор Стедман    | редов Визбауски     |
| Синтија Дејл Скот | каплар Дитрик       |
| Колет Хилер       | каплар Феро         |
| Ал Метјуз         | наредник Ејпоун     |
| Вилијам Хоуп      | поручник Горман     |
| Пол Максвел       | Ван Луен            |